# Аффективный труд

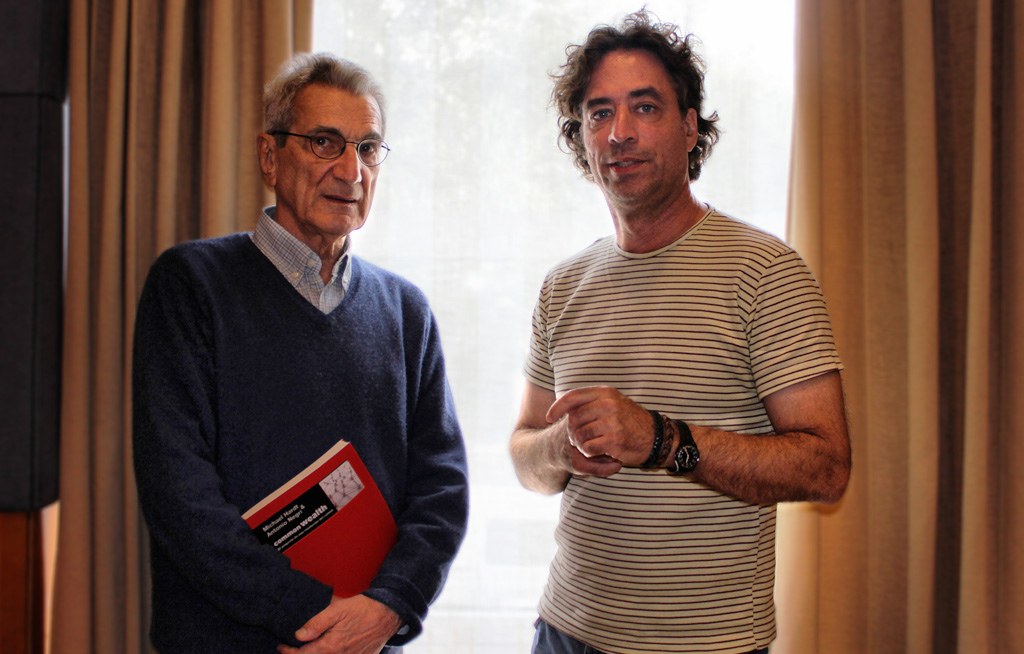
Антонио Негри и Майкл Хардт. Милан. 2011 г.

Аффективный труд — это работа, выполняемая для того, чтобы изменить эмоциональный опыт людей.
Термин связан с автономистской феминистской критикой маргинализированного так называемого «невидимого труда». Аффективный труд стал фокусом критического обсуждения Антонио Негри, Майкла Хардта, Сильвии Федеричи и др.
Несмотря на то, что история аффективного труда стара как история труда как такового, он представляет все большую важность для современных экономик из-за возникновения в девятнадцатом веке массовой культуры. Наиболее заметной институциализированной формой аффективного труда, к примеру, является реклама, поскольку она наиболее полагается на реакцию аудитории на продукты через определенные эффекты. Но помимо этого есть много других территорий, где заметно фигурирует аффективный труд, включая индустрию сервиса и заботы, поскольку их задача делать так, чтобы люди чувствовали себя определённым образом. Домашний труд, часто игнорируемый теоретиками труда, так же находится в критической сфере аффективного труда.

## История
Широко используемое словосочетание «аффективный труд» берет начало в автономистской критике 1970-х, в особенности у авторов, занимающихся теоретизацией подвижных форм капитализма, способного отойти от полного использования индустриального труда. В особенности, «Фрагмент о машинах» Карла Маркса и концепции нематериального труда сместили фокус теории труда, возникли дебаты о том, что из себя представляет настоящий труд.
В то же время, такие движения как «Зарплата за домработу» Сельмы Джеймс и Мариарозы Делла Косты попробовали активизировать наиболее эксплуатируемые и менее заметные сектора экономики и оспорить типичный мужской и индустриальный фокус в изучении труда.